# 岡山県道219号原藤原線
岡山県道219号原藤原線（おかやまけんどう219ごう はらふじわらせん）は、岡山県岡山市北区から岡山市中区に至る一般県道である。

## 概要
岡山市北区原と岡山市中区藤原を結ぶ。

### 路線データ
- 起点：岡山県岡山市北区原（岡山県道27号岡山吉井線交点）
- 終点：岡山県岡山市中区藤原（百間川橋交差点、国道250号交点）
- 総延長：4.34 km
- 実延長：2.85 km

## 歴史
- 1988年（昭和63年）9月22日 - 岡山県告示第772号で認定される。

前身は岡山県道219号原原尾島線。岡山市祇園・祇園西交差点以南の経路変更に伴い路線名称が変更された。岡山県としては結果的に昭和時代最後の県道路線認定になった。
祇園西交差点以南の旧道は岡山市道301000183号祇園原尾島線・岡山市道401152011号原尾島11号線になった。

## 路線状況
岡山県道219号原原尾島線が経路を変更し、本路線に移行した背景には百間川の整備がある。認定当初は岡山県道・兵庫県道96号岡山赤穂線との重用関係はなかったが、やはり百間川の整備などにより経路を変更し、重用関係が発生した。しかし、岡山県道・兵庫県道96号岡山赤穂線は岡山市岡山市中井 - 岡山市中区土田間で道路事情が芳しくないことから案内表示に関しては本路線に重きが置かれていた。後に、岡山県道・兵庫県道96号岡山赤穂線は2008年（平成20年）2月に区域編入された岡山市北区学南町二丁目 - 岡山市中区中井間の道（別線）が本線になり、後に、岡山市中区藤原西町一丁目 - 岡山市中区中井間の道は岡山県道219号原藤原線の単独区間に移行された。
本路線認定により岡山県道384号今在家東岡山停車場線は本路線以西（岡山市中区今在家 - 岡山市中区清水間）が区域から外されたが（現在の岡山市道301000195号今在家国府市場線および本路線）、いまだに路線名称変更は行われていない。

### 重複区間
- 岡山県道・兵庫県道96号岡山赤穂線（岡山市中区中井）

### 道路施設

#### 橋梁
- 中原橋（旭川、岡山市北区原 - 岡山市北区中原）

## 地理

### 通過する自治体
- 岡山市（北区 - 中区）

### 交差する道路
| 交差する道路                                  | 市町村名 | 市町村名 | 交差する場所 | 交差する場所          |
| --------------------------------------------- | -------- | -------- | ------------ | --------------------- |
| 岡山県道27号岡山吉井線                        | 岡山市   | 北区     | 原           | 起点                  |
| 岡山県道・兵庫県道96号岡山赤穂線 重複区間起点 | 岡山市   | 中区     | 中井         |                       |
| 岡山県道・兵庫県道96号岡山赤穂線 重複区間終点 | 岡山市   | 中区     | 中井         | 中井交差点            |
| 岡山県道384号今在家東岡山停車場線             | 岡山市   | 中区     | 清水         | 高島駅東交差点        |
| 国道250号                                     | 岡山市   | 中区     | 藤原         | 百間川橋交差点 / 終点 |

### 交差する鉄道
- 山陽新幹線
- 山陽本線

### 沿線
施設
- JR西日本津山線 備前原駅
- JR西日本山陽本線 高島駅
- 社会福祉法人旭川荘
- 岡山市立高島中学校
- 岡山県立岡山支援学校

自然景観
- 旭川
- 百間川（旭川放水路）

名所・旧跡・観光地
- 備前総社宮
- 唐人塚古墳
- 賞田廃寺跡
- 湯迫温泉白雲閣
- 備前国庁跡
- 幡多廃寺塔跡
- 百間川遺跡群